# 湾沙𬶮
湾沙鱚（学名：Sillago ingenuua）为鱚科鱚属的鱼类。分布于泰国、北澳、印度、台湾岛等。该物种的模式产地在泰国湾。栖息深度为20米至50米，体长可达20公分。